# Erik Wikerstål
Lars Erik Götzsche Wikerstål, född 18 maj 1952, är en svensk arkitekt.
Erik Wikerstål är bland annat slottsarkitekt för Kalmar slott, Varbergs fästning och Borgholms slottsruin samt domkyrkoarkitekt för Lunds domkyrka. Han invaldes 2011 i Konstakademien.